# Pitthea sospes
Pitthea sospes là một loài bướm đêm trong họ Geometridae.